# Чайчин Міст
Ча́йчин Міст — пасажирська зупинна залізнична платформа Лиманської дирекції Донецької залізниці.
Розташована на заході м. Барвінкове, Ізюмський район, Харківської області на лінії Слов'янськ — Лозова між станціями Барвінкове (2 км) та Язикове (6 км).
Станом на початок 2016 р. через платформу слідують приміські електропоїзди, проте не зупиняються.